# Vico del Gargano
Vico del Gargano é uma comuna italiana da região da Puglia, província de Foggia, com cerca de 8.102 habitantes. Estende-se por uma área de 110 km², tendo uma densidade populacional de 74 hab/km². Faz fronteira com Carpino, Ischitella, Monte Sant'Angelo, Peschici, Rodi Garganico, Vieste.
Pertence à rede das Aldeias mais bonitas de Itália.

## Demografia
| Variação demográfica do município entre 1861 e 2011                               |
|                                                                                   |
| Fonte: Istituto Nazionale di Statistica (ISTAT) - Elaboração gráfica da Wikipedia |